# Константин Николаевич
Великий князь Константи́н Никола́евич (9 (21) сентября 1827, Санкт-Петербург — 13 (25) января 1892, Павловск, близ Санкт-Петербурга) — генерал-адмирал, пятый ребёнок и второй сын российского императора Николая I и Александры Фёдоровны. Младший брат императора Александра II. Глава группировки либеральных бюрократов («константиновцев»).

## Биография
После рождения Константина его отец решил, что тот должен сделать карьеру военного моряка и с пяти лет поручил его воспитание адмиралу Фёдору Петровичу Литке. Большое влияние на него оказал также воспитатель его брата Александра — поэт Василий Андреевич Жуковский.
В 1835 году сопровождал своих родителей в поездке в Германию. В 1843 и 1844 годах Константин Николаевич вместе со своими братьями Николаем и Михаилом проходил практику на люгере «Ораниенбаум», выходя в Финский залив. В 1844 году назначен командиром брига «Улисс». В 1846 году произведён в капитаны первого ранга и назначен командиром фрегата «Паллада». 30 августа 1848 года зачислен в Свиту Его Величества.
30 августа (11 сентября) 1848 года в Петербурге женился на своей троюродной сестре Александре Фридерике Генриетте Паулине Марианне Елизавете, пятой дочери герцога Саксен-Альтенбургского Иосифа (в православии Александра Иосифовна). В день свадьбы был произведён в контр-адмиралы, назначен шефом Морского кадетского корпуса; шефом же лейб-гвардии Финляндского полка состоял с 1831 года.
В 1849 году участвовал в Венгерском походе, за который получил орден Святого Георгия 4-й степени. В том же году назначен присутствовать в Государственном и Адмиралтейств-советах. В 1850 году возглавил Комитет для пересмотра и дополнения Общего свода Морских уставов и стал членом Государственного совета и Совета военно-учебных заведений. В этот период большую роль сыграло его знакомство со статс-секретарём А. В. Головниным, назначенным состоять при великом князе. Привлёк к работе по пересмотру уставов лучших людей флота, сам лично рассматривал все поступавшие замечания.

21 января 1853 года вступил в управление морским министерством. Произведён в вице-адмиралы. Во время Крымской войны Константин Николаевич принимал участие в защите Кронштадта от нападения англо-французского флота, привлёк талантливого организатора, инженера и предпринимателя Н. И. Путилова для строительства винтовых канонерских лодок. Согласно легенде, великий князь вызвал его и сказал: 
Можешь ли ты, Путилов, сделать невозможное? Построить до конца навигации флотилию винтовых канонерок для обороны Кронштадта? Денег в казне нет — вот тебе мои личные двести тысяч.
С 1855 года — адмирал, управляющий флотом и морским ведомством на правах министра. С 1860 года — председательствовал в Адмиралтейств-совете. Первый период его управления был ознаменован рядом важных реформ: сокращён наличный состав береговых команд, упрощено делопроизводство, заведены эмеритальные кассы и пенсии отставникам. Как переходная ступень между Морским корпусом и офицерством установлено было звание гардемарина. Были учреждены академический курс и специальные минные и артиллерийские классы. Был сокращён срок военной службы с 25 до 10 лет, полностью отменены телесные наказания, введена новая офицерская форма, увеличено содержание самих офицеров. При проведении реформ рассматриваемые вопросы открыто обсуждались на страницах журнала «Морской сборник», там же печатались отчёты различных департаментов морского министерства.
Придерживался либеральных ценностей, в 1857 году был избран председателем комитета по освобождению крестьян, разработавшего манифест об их освобождении от крепостной зависимости. Большую роль сыграл также в других крупных реформах своего брата Александра II — судебной реформе и уничтожении телесных наказаний в армии.
В мае 1859 года первым из великих князей вместе с супругой совершил паломничество в Иерусалим. Преподнёс Иерусалимскому патриарху от имени Александра II драгоценный крест. Патриарх передал Великому князю частицу Древа Животворящего Креста и частицы мощей святых царя Константина, царицы Александры, Василия Великого и Марии Магдалины. Константин Николаевич пожертвовал крупные суммы на украшение греческого храма Преображения на Горе Фавор и на царские врата строившегося главного храма Русской Духовной Миссии — Троицкого собора в Иерусалиме. По возвращении в Россию возглавил созданный высочайшим повелением в 1859 году Палестинский Комитет.
В 1862 году, после свержения в Греции в результате восстания правящего короля Оттона I (из рода Виттельсбахов), греки провели в конце года плебисцит по выбору нового монарха. Бюллетеней с кандидатами не было, поэтому любой подданный Греции мог предложить свою кандидатуру или вид правления в стране. Результаты были обнародованы в феврале 1863 года. Среди тех, кого вписали греки, был и Константин Николаевич, занявший шестое место с менее чем 0,5 % голосов. Правда, следует признать, что представители российского, британского и французского царствующих домов, согласно Лондонской конференции 1832 года, не могли занимать греческий трон.
Наместник Царства Польского с июня 1862 года до октября 1863 года. Его наместничество пришлось на канун польского восстания. Вместе со своим заместителем Александром Велёпольским пытался вести примирительную политику, провести либеральные реформы. Вскоре после приезда Константина Николаевича в Варшаву на него было совершено покушение. Портной-подмастерье Людовик Ярошинский выстрелил в него в упор из пистолета вечером 21 июня (4 июля) 1862 года, когда он выходил из театра, однако он был только легко ранен.
Польская война подорвала влияние Константина Николаевича на императора, вызвав массу вопросов относительно мудрости его примиренчества в отношении сепаратистов. Выстрел Каракозова в царя (апрель 1866 года) повлёк отставку его протеже в правительстве. В 1865 году он был назначен председателем Государственного совета и занимал этот пост до убийства венценосного брата в 1881 году. Именно по инициативе Константина Николаевича была продана американская часть Российской империи. Реальное его влияние на внутренние дела после 1868 года было незначительным.
Константин Николаевич стеснялся своей близорукости и слыл человеком грубым в обращении. Как-то получив от него в подарок очки, поэт Ф. И. Тютчев ошибочно принял это за намёк на то, что он не заметил Константина Николаевича на балу, и обратился к великому князю с язвительным стихотворением «Есть много мелких, безымянных созвездий в горней вышине…»

## Семейная жизнь
С 1848 года Константин Николаевич состоял в браке со своей троюродной сестрой, Александрой Саксен-Альтенбургской (в православии — великой княгиней Александрой Иосифовной). Дети:
1. Николай Константинович (2 (14) февраля 1850 — 14 (27) января 1918)
2. Ольга Константиновна (22 августа (3 сентября) 1851 — 19 июня 1926), Королева Эллинов, муж — греческий король Георг I
3. Вера Константиновна (4 (16) февраля 1854 — 29 марта (11 апреля) 1912; муж — Вильгельм Евгений, герцог Вюртембергский)
4. Константин Константинович (10 (22) августа 1858 — 2 (15) июня 1915; жена — Елизавета Маврикиевна, принцесса Саксен-Альтенбургская)
5. Дмитрий Константинович (1 (13) июня 1860 — январь 1919)
6. Вячеслав Константинович (1 (13) июля 1862 — 15 (27) февраля 1879)

Из-за увеличения численного состава императорской семьи Александр III принял решение ограничить круг великих князей внуками правящего императора. Таким образом, внуки самого Константина Николаевича, первые из которых появились за несколько лет до его смерти, становились князьями императорской крови, что, разумеется, ущемляло их династические и имущественные права и не улучшило отношений Константина Николаевича с императором.
Ветвь потомков великого князя Константина Николаевича, ведущая своё начало от его сына Константина, в XX веке получила полуофициальное название «Константиновичи». Трое из шести сыновей Константина Константиновича (Иоанн, Константин, Игорь Константиновичи) были убиты большевиками; Гавриил Константинович был арестован, но спасён от расстрела Максимом Горьким; Олег Константинович погиб на фронте во время Первой мировой войны; Георгий Константинович умер в Нью-Йорке в возрасте 35 лет после неудачной операции. Из всех сыновей Константина Константиновича дети были только у Иоанна, однако его ветвь пресеклась по мужской линии со смертью его сына Всеволода. Так ветвь Константиновичей по мужской линии пресеклась в 1973 году. Потомки Константина Константиновича по женской линии здравствуют до сих пор в лице внуков Иоанна Константиновича, потомков его дочери Екатерины.

### Вне брака
После нескольких лет страстной любви к своей красавице-жене, родившей ему шестерых детей, наступило охлаждение. Предметом его обожания стала танцовщица Санкт-Петербургского Большого театра Анна Васильевна Кузнецова (1844—1922), побочная дочь великого трагика Василия Андреевича Каратыгина. Обо всём Константин Николаевич сам честно рассказал своей супруге и призвал «соблюдать приличия». От этой связи родились дети:
- Сергей (1874—1875[14])
- Марина (1875—1941; муж — Александр Павлович Ершов)
- Анна (1878—1920; муж — Николай Николаевич Лялин)
- Измаил (1879—1886)
- Лев (1883—1886).

О второй семье великого князя знали многие. Император Александр III относился к поведению дяди резко отрицательно, у него перед глазами был пример матери, императрицы Марии Александровны, мучившейся из-за связи мужа, императора Александра II и княжны Долгоруковой. Именно это, а не только либерализм, явилось причиной нерасположения Александра III. Тем не менее, всем внебрачным детям в 1883 году император пожаловал отчество «Константиновичи», фамилию «Князевы» и личное дворянство, а в 1892 году — потомственное (фактически к этому моменту все сыновья Константина и Кузнецовой умерли в детстве, поэтому дворянский род Князевых был представлен только двумя дочерьми, и фамилия дальше не передавалась).

Старшая дочь, Марина Константиновна, вышла замуж за генерала по фамилии Ершов и стала основательницей большого рода, многие члены которого остались в России после революции. Младшая, Анна Константиновна, вышла замуж за полковника Николая Лялина. Их сыновья, Константин и Лев, эмигрировали в Бельгию, где Константин стал монахом-бенедиктинцем и скончался в 1958 году, а Лев Лялин стал инженером-химиком. В 1953 году у Льва родился сын, Бернард Лялин, ныне историк.— 

## Чины и звания
- Записан на военную службу — 9 сентября 1827 года
- Генерал-адмирал — 22 августа 1831 года
- Мичман — 9 сентября 1834 года
- Подпоручик — 9 сентября 1840 года
- Лейтенант — 25 июня 1843 года
- Штабс-капитан — 26 марта 1844 года
- Капитан — 12 августа 1844 года
- Флигель-адъютант — 9 сентября 1845 года
- Капитан 1-го ранга — 25 июня 1846 года
- Свиты Его Величества контр-адмирал — 30 августа 1848 года
- Генерал-адъютант — 26 ноября 1852 года
- Вице-адмирал — 19 апреля 1853 года
- Адмирал — 9 сентября 1855 года
- Шеф Грузинского гренадерского полка (с 27 октября 1827 года, г. Тавриз)
- Шеф лейб-гвардии Финляндского полка (с 25 июня 1831 года)
- Шеф Гвардейского экипажа (с 22 августа 1831 года)
- Шеф Каргопольского драгунского полка (с 9 сентября 1842 года)
- Шеф Волынского уланского полка (с 30 сентября 1847 года)
- Шеф Морского кадетского корпуса (с 30 августа 1848 года)
- Шеф Нарвского гусарского полка (с 19 сентября 1849 года)
- Шеф 29-го флотского экипажа (с 17 апреля 1855 года)
- Шеф 1-го батальона Стрелкового полка Императорской фамилии (22 июля 1855 — 1 октября 1856)
- Шеф 1-го флотского экипажа (с 26 сентября 1858 года)
- Шеф 21-го пехотного Муромского полка (с 19 февраля 1879 года)
- Шеф польского 3-го линейного полка (с 9 сентября 1827 года)
- Шеф прусского гусарского № 9 полка (с 30 ноября 1846 года)
- Шеф австрийского пехотного № 18 полка (с 14 декабря 1848 года)

Состоял почётным членом:
- Императорской Академии наук;
- Петербургского, Дерптского и Казанского университетов;
- Одесского общества истории и древностей;
- Императорской Медико-хирургической академии;
- Лондонского Географического общества;
- Председателем Императорского Русского географического общества,
- Русского археологического общества,
- Альтенбургского Общества естествоиспытателей,
- Русского музыкального общества.

## Награды
Ордена:
- орден Святого апостола Андрея Первозванного (2 октября 1827 года)
- орден Святого Александра Невского (2 октября 1827 года)
- орден Белого орла (2 октября 1827 года)
- орден Святой Анны 1-й степени (2 октября 1827 года)
- орден Святого Георгия 4-й степени (21 сентября 1849 года)
- орден Святого Владимира 1-й степени (6 декабря 1853 года)
- орден Святого Станислава 1-й степени (11 июня 1865 года)

Знаки отличия:
- портреты императоров Николая I и Александра II, украшенные алмазами (22 августа 1881 года)
- знак отличия беспорочной службы за XL лет (22 августа 1884 года)

Медали:
- Медаль «За усмирение Венгрии и Трансильвании» (28 февраля 1850 года)
- Тёмно-бронзовая медаль «В память войны 1853—1856» (26 августа 1856 года)
- Золотая медаль «За труды по освобождению крестьян» (17 апреля 1861 года)
- Тёмно-бронзовая медаль «За усмирение польского мятежа» (1 января 1865 года)
- Медаль «В память коронации императора Александра III» (3 ноября 1883 года)

Иностранные:
- орден Чёрного орла (Пруссия, 1838)
- орден Серафимов (Швеция, 12.06.1838)
- орден Нидерландского льва (Нидерланды, 1841)
- орден Слона (Дания, 23.07.1844)
- орден Святого Фердинанда и Заслуг (Неаполь, 1845)
- орден Саксен-Эрнестинского дома (Саксен-Альтенбург, 1846)
- орден Белого сокола (Саксен-Веймар, 1846)
- орден Вюртембергской короны (Вюртемберг, 1846)
- орден Святого Георгия (Парма, 1847)
- орден Святого Людовика[итал.] (Парма, 1847)
- орден Святого Губерта (Бавария, 1847)
- орден Святого Георгия (Ганновер, 1847)
- орден Гвельфов (Ганновер, 1847)
- орден Марии Терезии (Австрия, 21 августа 1849 года)
- орден «Pour le Mérite» (Пруссия, 1849)
- орден Вильгельма, большой крест (Нидерланды, 1849)
- орден Святого Бенедикта Ависского[порт.] (Бразилия, 11 декабря 1849 года)
- орден Святого Стефана, большой крест (Австрия, 1849)
- орден Заслуг герцога Петра-Фридриха-Людвига (Ольденбург, 1853)
- орден Рутовой короны (Саксония, 1857)
- орден Людвига (Гессен-Дармштадт, 1857)
- орден Верности (Баден, 1857)
- орден Святого Благовещения (Сардиния, 1857)
- орден Почётного легиона (Франция, 1857)
- орден Меджидие (Турция, 1857)
- орден Святого Олафа (Швеция, 5 июля 1875 года)
- орден Карлоса III (Испания, 7 ноября 1880 года)

## Киновоплощения
- «Прощание с Петербургом» (1971) — Игорь Дмитриев
- «Бедная Настя» (2003-2004) — Алексей Весёлкин-младший
- «Институт благородных девиц» (2010-2011); Тайны Института благородных девиц (2013) — Степан Старчиков

## Память
В 1848 году именем Константина Николаевича назван остров Константин (ныне исчез) в Аральском море.
Константиновская улица в Петергофе носит имя великого князя.
Кубанская станица Константиновская и деревня Костино под Петергофом, утраченная в годы Великой Отечественной войны, носят имя великого князя. Также его именем назван крупный кронштадтский форт.
В имении Ореанда, которое Константин Николаевич унаследовал от императрицы-матери, кроме основного дворца, сгоревшего в 1881 году, доныне сохранился заложенный им лично Адмиральский домик. В нём располагалась библиотека санатория.
В честь великого князя Константина Николаевича назван мыс (мыс Константина, Карское море, архипелаг Новая Земля; название присвоено немецким картографом А. Петерманом).
Помимо этого в честь вел. кн. Константина Николаевича назван мыс Константиновский (побережье Чёрного моря, к юго-востоку от города Сочи, название мысу было присвоено в 1837 году).
Также в честь вел. кн. Константина Николаевича названы гора Константина [Назен] (Новая Гвинея, 5°28′ ю. ш., 145°38′ в. д., название присвоено Н. Н. Миклухо-Маклаем) и залив Константина (Охотское море, залив Академии, открыт в 1847 году капитан-лейтенантом В. К. Поплонским на бриге «Охотск», им же присвоено название заливу).
В честь вел. кн. Константина Николаевича названа бухта (бухта Порт-Константин [Мелануа], Новая Гвинея, 5°29′ ю. ш., 145°51′ в. д., бухта нанесена на карту в 1871 году экипажем корвета «Витязь», тогда же было присвоено название бухте).
В честь великого князя Константина Николаевича названо село Константиновка в Амурской области